# Jimmy Odukoya
Jimmy Odukoya est un acteur nigérian connu pour avoir joué le rôle d'Oba Ade dans le film de 2022 The Woman King aux côtés de Viola Davis et John Boyega,. Il est un fils de Bimbo Odukoya et Taiwo Odukoya.

## Filmographie
- Bébé palabre (2018)[4]
- Mamies folles (2021)
- Je suis Nazzy (2022)[5]
- La femme roi (2022)